# Barham (Kent)
Pour les articles homonymes, voir Barham (homonymie).
Barham est un village et un civil parish dans le district de Canterbury, situé près de la A2 entre Canterbury et Douvres, 7 miles au sud-est de Canterbury et 7 miles au nord de Folkestone.
En 1942, Eleanor Roosevelt a visité le village pendant sa tournée dans le Kent.
Selon le recensement de 2001, elle compte 1 187 habitants.

## Habitants célèbres
- David Starkey (1945 -), historien
- Le maréchal Horatio Herbert Kitchener, 1er comte de Kitchener, feld-maréchal, diplomate et homme d'État, a vécu les dernières années de sa vie à Broome Park.
- Reginald Fitzurse – Chevalier d'Henri II d'Angleterre et un des quatre assassins de Thomas Becket.